# Abaetetuba
Abaetetuba è un comune del Brasile nello Stato del Pará, parte della mesoregione del Nordeste Paraense e della microregione di Cametá.
Sorge sulla sponda meridionale del Rio Maratauíra, che è una diramazione terminale del fiume Tocantins che si getta nella baia di Marajó.
Abaetetuba è un importante porto commerciale per l'esportazione dei prodotti forestali dell'Amazzonia